# ستيف هورن
ستيف هورن (بالإنجليزية: Steve Horn)‏ هو سياسي أمريكي، ولد في 31 مايو 1931 في سان جوان باوتيستا في الولايات المتحدة، وتوفي في 17 فبراير 2011 في لونغ بيتش في الولايات المتحدة بسبب مرض آلزهايمر. حزبياً، نشط في الحزب الجمهوري.

## مناصب
- في انتخابات مجلس النواب الأمريكي 1992 [الإنجليزية]‏، انتخب عضو مجلس النواب الأمريكي عن دائرة الدائرة الكونغرسية الثامنة والثلاثين في كاليفورنيا [الإنجليزية]‏ وقد انضم خلال فترته النيابية [الإنجليزية]‏ (5 يناير 1993 – 3 يناير 1995) للكتلة البرلمانية الحزب الجمهوري.
- في انتخابات مجلس النواب الأمريكي 1994 [الإنجليزية]‏، انتخب عضو مجلس النواب الأمريكي عن دائرة الدائرة الكونغرسية الثامنة والثلاثين في كاليفورنيا [الإنجليزية]‏ وقد انضم خلال فترته النيابية [الإنجليزية]‏ (4 يناير 1995 – 3 يناير 1997) للكتلة البرلمانية الحزب الجمهوري.
- في انتخابات مجلس النواب الأمريكي 1996 [الإنجليزية]‏، انتخب عضو مجلس النواب الأمريكي عن دائرة الدائرة الكونغرسية الثامنة والثلاثين في كاليفورنيا [الإنجليزية]‏ وقد انضم خلال فترته النيابية [الإنجليزية]‏ (7 يناير 1997 – 3 يناير 1999) للكتلة البرلمانية الحزب الجمهوري.
- في انتخابات مجلس النواب الأمريكي 1998 [الإنجليزية]‏، انتخب عضو مجلس النواب الأمريكي عن دائرة الدائرة الكونغرسية الثامنة والثلاثين في كاليفورنيا [الإنجليزية]‏ وقد انضم خلال فترته النيابية (6 يناير 1999 – 3 يناير 2001) للكتلة البرلمانية الحزب الجمهوري.
- في انتخابات مجلس النواب الأمريكي 2000 [الإنجليزية]‏، انتخب عضو مجلس النواب الأمريكي عن دائرة الدائرة الكونغرسية الثامنة والثلاثين في كاليفورنيا [الإنجليزية]‏ وقد انضم خلال فترته النيابية [الإنجليزية]‏ (3 يناير 2001 – 3 يناير 2003) للكتلة البرلمانية الحزب الجمهوري.
- انتخب نائب رئيس  [لغات أخرى]‏ (1980 – 1985).
- انتخب رئيس مجلس الإدارة (1984 – 1987).
- انتخب عضو  [لغات أخرى]‏ (1972 – 1988).
- انتخب مفوض [الإنجليزية]‏ (1980 – 1982).
- انتخب نائب رئيس  [لغات أخرى]‏ (1969 – 1980).
- انتخب مساعد إداري (1959 – 1960).
- انتخب عضو مجلس النواب الأمريكي.